# آبائورا باخا
آبائورا باخا (به اسپانیایی: Abaurrea Baja) یک شهرستان در اسپانیا با جمعیت ۳۹ نفر است که در نابارا واقع شده‌است.